# Eida Tan-Schepers
Eida Tan-Schepers (Winschoten, 28 augustus 1906 - Den Haag, 1983) was een Nederlandse briefschrijfster. Zij maakte zich tevens sterk voor vrouwenbelangen in voormalig Nederlands-Indië en was lid van 'Vivos' (Vereniging in Indie van Vrouwelijke oud-studerenden).

## Biografie

### Gezin
Schepers was de middelste dochter van dr. Menno Antonius Schepers (1875-1967) en Sara Elisabeth Henriette Cohen (Sari) (1877-1965). Haar oudste zus heette Anneke (1905-1982) en de jongste Emma (1908-2004). In 1930 wordt het eerste kind van Tan-Schepers geboren, Elza, zij sterft echter 6 uur na de geboorte. Drie kinderen volgen: Axel (1932), Lisa (1935) en Gijsbert (1942).

### Studie
Al toen Tan-Schepers jong was werd ze gestimuleerd om te leren. Ze ging naar het Gymnasium in Den Haag en in 1926 studeerde ze Nederlandse Taal en Letteren aan de Universiteit Leiden. In 1928 ontmoette ze Tan Sin Hok tijdens een studentenfeest in het huis van Hugo Hijmans in Den Haag. Drie maanden later verloofden zij zich en brak Schepers haar studie af. Op 16 april 1929 trouwde het stel, waarna ze op 17 april 1929 naar Java in voormalig Nederlands-Indië, Hok's geboorteland, vertrokken.

### Java
Ze vestigden zich in Bandung, waar Hok een baan kreeg als mijnbouwkundig ingenieur en paleontoloog bij het Nederlands Gouvernement. Tan-Schepers ontpopte zich tot huisvrouw en leerde gaandeweg met de lokale gebruiken en taal overweg. Tijdens deze ontwikkeling werd zij ook actief in de wereld van vrouwenbelangen. Tijdens haar verblijf in voormalig Nederlands-Indië schreef Schepers elke week een brief aan haar ouders in Den Haag. De eerste brief dateert van 11 juni 1929, de laatste werd verstuurd op 10 april 1946. Het grootste gedeelte van de brieven schreef Tan-Schepers zelf, en Hok voegde dan enkele zinnen aan het eind toe. Toen de oorlog uitbrak werden er minder brieven geschreven en verstuurd, maar de regelmaat werd in 1945 weer opgepakt.
Tijdens de Tweede Chinees-Japanse Oorlog, in 1943, werd Hok opgepakt en gevangen genomen. Na de capitulatie van de Japanners keerde hij in 1945 weer terug bij Schepers en de kinderen. Slechts een paar maanden later, op 30 november, werd hij tijdens de Bersiap bij een nachtelijke overval in zijn huis door pemoeda's vermoord. Tijdens de aanval raakte Tan-Schepers gewond aan haar rechterarm. Dit gaf haar de gelegenheid om samen met de kinderen terug te keren naar Amsterdam, waar ze op 16 april 1946 landde. Na haar aankomst in Amsterdam verbleven Schepers en de kinderen eerst op de Veluwe en later in Den Haag. In 1983 overleed Tan-Schepers op 77-jarige leeftijd.

### Brieven
De ruim 600 brieven die Tan-Schepers aan haar familie schreef tijdens haar verblijf in voormalig Nederlands-Indië geven niet alleen een inkijkje in een huwelijk dat zich in twee culturen afspeelt, maar het toont ook de nadagen van de Nederlandse kolonie en de ingrijpende gebeurtenissen in de wereld. De hele briefwisseling is bewaard gebleven en gedigitaliseerd door de nabestaanden van de familie Tan-Schepers. De originele brieven zijn overgedragen aan het NIOD.